# Michael Dessen
Michael Dessen (Madison (Wisconsin), 1967) is een Amerikaanse jazztrombonist, -componist en hoogleraar.

## Biografie
Dessen groeide op als zoon van een universiteitsleraar in Chapel Hill (North Carolina), kreeg een klassieke muziekopleiding en speelde als student in verschillende kamermuziekensembles en symfonieorkesten. Hij behaalde een bachelor in trombone aan de Eastman School of Music, een master in jazzcompositie aan de University of Massachusetts Amherst  (studeerde bij Yusef Lateef, met wie hij in 1995 zijn eerste opnamen maakte) en een Ph. D. aan de Universiteit van Californië - San Diego in het programma Critical Studies and Experimental Practices met George Lewis en Anthony Davis. Sindsdien heeft hij in verschillende ensembles gewerkt (o.a. Mark Dresser en van 1999 tot 2011 in het improvisatiecollectief Cosmologic met Jason Robinson, Scott Walton en Nathan Hubbard) en is hij ook betrokken bij digitale netwerken. Er zijn opnamen onder zijn eigen naam gemaakt voor de labels Clean Feed Records, Cuneiform Records en Circumvention. Tussen 1995 en 2012 was hij betrokken bij 16 opnamesessies op het gebied van jazz.
In opdracht van Chamber Music America schreef hij Resonating Abstractions, dat hij eind 2012 presenteerde tijdens een tournee door de Verenigde Staten. Sinds 2006 is hij Universitair hoofddocent voor geïntegreerde compositie, improvisatie en technologie aan de University of California, waar hij mede-oprichter was van de masteropleiding Music Emphasis in Integrated Composition, Improvisation and Technology (ICIT), die een combinatie is van een compositie- en een jazzcursus. Hij schreef artikelen voor de bloemlezing The Other Side of Nowhere: Jazz, Improvisation and Communities in Dialogue (Wesleyan University Press), voor de online tijdschriften Critical Studies in Improvisation / Etudes Critique en Improvisation en Musicworks, evenals het voorwoord voor Yusef Lateef's Songbook. In zijn bijdragen gaat hij vooral in op de Afrikaans-Amerikaanse tradities in de late 20e eeuw op het gebied van experimentele muziek.

## Discografie
- 2000: Cosmologic: Staring at the Sun (Circumvention)
- 2002: Cosmologic: Syntaxis (Circumvention)
- 2004: Cosmologic: III (Circumvention)
- 2006: Lineal (Circumvention), met Vijay Iyer, Mark Dresser, Susie Ibarra
- 2006: Cosmologic: Eyes in the Back of My Head (Cuneiform)
- 2011: Forget the Pixel (Clean Feed), met Christopher Tordini en Dan Weiss
- 2018: Michael Dessen Trio: Somewhere in the Upstream (Clean Feed Records)